# 駁毛

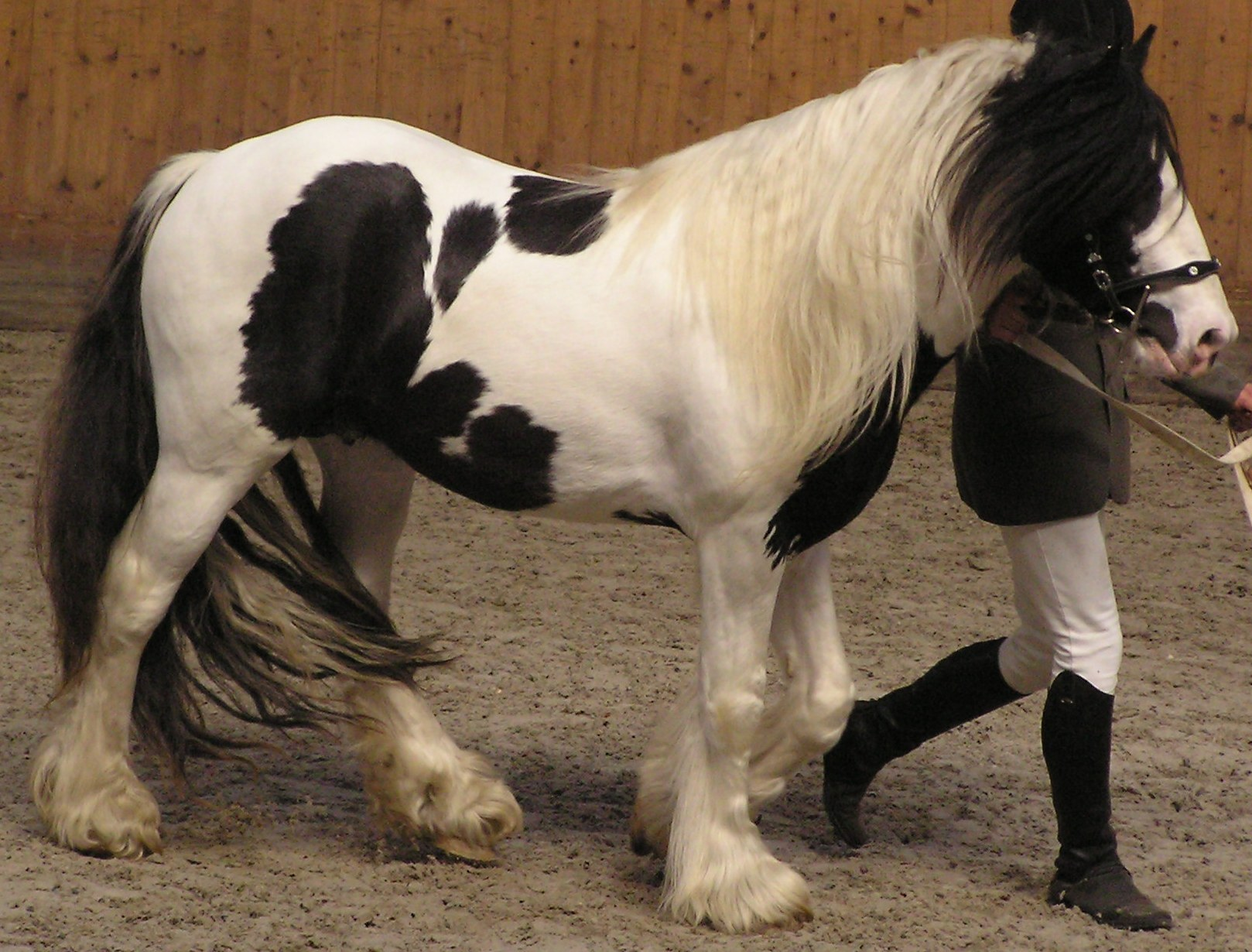
サビノ+トビアノのティンカーホース

駁毛（ぶちげ、英: Pinto/Pattern）は、馬の毛色の一つで、体幹部に大きな白斑のあるもの。あるいはそういった特徴を備える馬そのものを指すこともある。日本では、原毛色が勝るものを鹿駁毛、栗駁毛、白斑が勝るものを駁鹿毛、駁栗毛などとする。
登録団体によっては駁毛として一括に登録されるが、厳密に言えば駁毛馬の中にも色々なパターンがある。本稿ではこれらについても併せて記述する。

## 概要
駁毛は多くの馬が持っているというわけではないが、決して珍しい毛色ではなく、様々な品種に現れる。駁毛が存在しないと一般に考えられているサラブレッド種も例外ではない。サラブレッド血統書の記載要綱に「駁毛」は無いが、中には大きな白斑を持つ馬もいる。特に、軽いサビノ模様は一般的に見られるものである。
ごく稀に発生する毛色モザイク（キメラ）など少数の例外を除き、駁毛馬は原毛色の地に白斑が加わっている。白斑の大まかな大きさ、数、部位は原因となる遺伝的ごとに一定の傾向があるが、実際には個体によって相当差があり、同じ系統に属する馬でもその大きさは一定しない。この白斑のパターンは生涯変化しないのが普通である。
白斑の原因となる遺伝子は3番染色体に存在するKIT（受容体型チロシンキナーゼc-kitをコードする遺伝子）が代表的。c-kitは造血幹細胞やメラニン細胞幹細胞など、主に神経堤起源の細胞に発現するSCF（幹細胞因子）受容体で、胎生期、メラニン細胞前駆体が神経堤から表皮に遊走、定着・分化するのに必須の遺伝子である。KIT遺伝子に異常が起こると、表皮の一部にメラニン細胞が到達できない部位が発生し、白斑となって現れる。KITが関与している駁毛にサビノとトビアノがある。KITは駁毛以外の毛色にも関与し、到達できない部位がほぼ全身に広がると白毛、細かく刺毛が入ったものが粕毛となる。
このほか、フレームオベロの原因となるEDNRBも同様にメラニン細胞の移動に関与する。
駁毛はある種の疾患にも関係している。フレームオベロを生産する上で問題となる致死性白子馬症候群（#後述）が代表的だが、白斑が頭部に達すると、聴覚障害が発生することがある。

## 分類
サビノ (Sabino)
四肢、顔に白斑が認められるもの。下腹部に白斑が入ることも多く、このほか多数の刺毛が入ることがある。KIT遺伝子に変異があると考えられており、代表的なSb1というタイプでは、KITの第16イントロンに変異が生じている。Sb1/+ヘテロ個体でサビノ、Sb1/Sb1ホモ個体は高確率で白毛になる。他にSb2、Sb3なども考えられている。
トビアノ (Tobiano)
四肢、背中に大きな白斑が認められ、頭部に着色があるもの。白斑と有色毛の境目はなめらか。背中の白斑の大きさは個体差が大きく、頭部を除く体のほとんどに達するものもある。KIT遺伝子のレギュレーター領域に生じた異常に原因があると考えられている。単純な優性遺伝で伝わる。
フレームオベロ(Frame overo)
大きな白い顔と、下腹部から体側面を中心とした乱雑な白斑が特徴。エンドセリン受容体B（EDNRB）I118K変異型遺伝子（オベロ遺伝子）が原因で発生する。この遺伝子は優性遺伝でフレームオベロを発現させるが、同時に劣性遺伝で致死作用を伝える。フレームオベロ同士を交配すると、1/4の確率でO/Oホモ個体が生まれる。これはEDNRBの活性の不足によりほぼ全身のメラニン細胞の欠損と、腸神経系の形成不全が特徴で、糞便が排せつできない障害により疝痛を起こし、長くても数日で死亡する。これを致死性白子馬症候群という。
スプラッシュホワイト (Splash white)またはスプラッシュオベロ (Splash Overo)
フレームオベロに似ていて、頭部と脚部、腹部に目立つ白斑がある。尻尾にも白い刺毛が入る。フレームオベロと異なり、体幹部の白斑は通常腹部に限定され、背中にまでは達しない。原因となる遺伝子はKITではないということ以外は不明。
トベロ (Tovero)
トビアノとフレームオベロが両方とも出たもの。両者の白斑を合わせたような模様が特徴。個体差が激しくかなりの広範囲を白斑が覆うこともあるが、頭部に着色部を残す。
レオパルド・コンプレックス (Leopard Complex)
いわゆる豹紋とそれに関係する複数の毛色の総称。標準的なものでは、豹またはダルメシアンのような斑点が特徴だが、体の一部にのみ豹紋が見られるものから、白い体に細かい斑点が散らばるもの、粕毛の様に見えるもの、白毛に近いものまで多様。それぞれブランケット(blanket)、スノーフレーク(snowflake)、フロスト(frost)、モットルド(Mottled)などという。機能不明の遺伝子、MLSN1の変異が原因とされている。